# Mission of Burma
Mission of Burma — це колишній американський гурт жанру постпанк з Бостона, Массачусетс. Гурт утворився у 1979 році з Роджером Міллером на гітарі, Клінтом Конлі на бас-гітарі, Пітером Прескоттом на барабанах та Мартіном Своупом, який займався маніпуляціями з аудіозаписами та був звукорежисером гурту. У цьому початковому складі Міллер, Конлі та Прескотт ділили між собою обов'язки вокалістів та авторів пісень.
У ранні роки гурту всі записи випускалися на невеликому бостонському лейблі Ace of Hearts.  Незважаючи на початковий успіх у зростаючому світі незалежної музики, гурт Mission of Burma розпався у 1983 році через те, що у Міллера розвинувся тинітус, спричинений гучністю живих виступів гурту.  У своєму початковому складі гурт випустив лише два сингли, мініальбом та альбом "Vs.".
Гурт було реформовано у 2002 році, і Боб Вестон замінив Своупа.  Було випустищено ще чотири альбоми: "ONoffON", "The Obliterati", "The Sound the Speed the Light" та "Unsound" — перш ніж у червні 2020 року стало відомо про їхній розпад. 

## Історія

### Формування та рання історія
Історія гурту Mission of Burma почалася з недовговічного бостонського рок-гурту під назвою Moving Parts.  До складу гурту входили Роджер Міллер, який переїхав до Бостона з Енн-Арбор, штат Мічиган, та Клінт Конлі, який приїхав з Деріена, штат Коннектикут .  Коли гурт Moving Parts розпався у грудні 1978 року, Міллер і Конлі почали практикуватися. Прослуховування нових барабанщиків здійснювалося, за словами Майкла Аззерада, шляхом виконання експериментальної музики — на кшталт Sun Ra та Джеймса Брауна — доти, доки претендент не йшов сам.  Зрештою, вони взяли барабанщика колишнього гурту The Molls Пітера Прескотта, який захоплювався музикою Moving Parts. 
Вони запозичили назву гурту з однойменної таблички "Mission of Burma", яку Конлі бачив на дипломатичній будівлі Нью-Йорку; ця фраза здалася йому дещо похмурою та тривожною.  Mission of Burma дебютував 1 квітня 1979 року як тріо з виступом у театрі The Modern Theatre. Пізніше того ж місяця Міллер написав пісню «Nu Disco», яку, на його думку, можна було б покращити за допомогою зацикленого запису на касеті.  Потім Міллер зв'язався з Мартіном Своупом, з яким він раніше написав кілька творів для фортепіано та магнітофона, натхненних Джоном Кейджем та Карлгайнцем Штокгаузеном. Своуп одразу ж став звукорежисером живих виступів гурту і час від часу експериментував зі стрічковими звуковими ефектами. Його роль в маніпуляціях з аудіострічками поступово зростала: до 1981 року він додавав магнітофонну обробку до більшості пісень гурту та вважався невід'ємною частиною колективу, про що свідчать його присутність на групових фотографіях та згадування його роботи на записах.
З самого початку гурт Mission of Burma підтримували місцевий музичний журнал "Boston Rock", який опублікував довге інтерв'ю з гуртом перед випуском їхнього першого альбому, а також громадська радіостанція MIT WMBR. Вона неодноразово грала пісню Конлі «Peking Spring», що стала найпопулярнішою піснею станції 1979 року. Гурт хотів випустити цю пісню як сингл, але до того часу, як вони знайшли лейбл, вважали, що пісня вичерпала себе. 

### Signals і Vs.
У 1981 році гурт підписав контракт із бостонським лейблом Ace of Hearts. Їхнім дебютним синглом стала пісня «Academy Fight Song» авторства Конлі, а на стороні B — «Max Ernst» Міллера (названа на честь дадаїстського виконавця). Багатошаровий продакшн Ріка Гарта був набагато вишуканішим, ніж хаотичні живі виступи гурту, і гурт спочатку виступав проти синглу. Однак перший тираж синглу швидко розпродався, і після цього колектив почав довіряти думці Гарта.
Їхній дебютний реліз, а саме міні-альбом "Signals, Calls, and Marches", вийшов у 1981 році. До кінця того ж року його було розпродано початковим тиражем 10 000 примірників. 
У 1982 році Mission of Burma випустили свій перший повноформатний альбом "Vs.". Відтоді альбом отримав широке визнання; в одній з рецензій зазначається, що «небагато американських гуртів 1980-х років випустили такий ж амбітний і потужний альбом, як "Vs.", і він досі звучить як класика». 
У лютому 1982 року гурт записав сингл із двох пісень разом з вокалістом Деном Айретоном під псевдонімом Dredd Foole and the Din .  Кілька учасників грали на інструментах, на яких вони не грали в Mission of Burma: Міллер на органі, Конлі на соло-гітарі, а Своуп безпосередньо приєднався до інструментарію на бас-гітарі. Співпраця набула подальшого розвитку завдяки серії живих виступів, які тривали майже рік після розпаду Mission of Burma у 1983 році. Це була єдина колаборація Mission of Burma протягом їхнього початкового періоду діяльності (1979–1983).

### Розпад та наслідки
У 1983 році, після релізу «Vs.», гурт розпався через тинітус Міллера, що значною мірою пояснюється їхніми гучними виступами наживо — під час прощального туру Міллер почав носити на сцені не лише його звичні невеликі поролонові беруші, а й навушники, призначені для стрільби з гвинтівки. Концертна збірка «Жахлива правда про Бірму» була зібрана із записів прощального туру та випущена на лейблі Ace of Hearts у 1985 році. У 1988 році Rykodisc випустили збірний альбом Mission of Burma, що став першим компакт-диском, тривалість якого перевищила 80 хвилин.   
Потім Міллер і Своуп звернули увагу на свій побічний проєкт, гурт Birdsongs of the Mesozoic (співзаснований разом зі своїм старим другом Еріком Ліндгреном, який грав з Міллером і Конлі в Moving Parts), який вони обоє покинули в 1990-х роках: Міллер створив кілька сольних робіт і саундтреків до фільмів, а Своуп пішов у напісамітництво на Гаваях. Прескотт залишався активним на музичній сцені Бостона, створивши Volcano Suns, а пізніше Kustomized та The Peer Group. Якщо не брати до уваги продюсування дебютного альбому „Yo La Tengo“, Конлі покинув музику, працював продюсером новинного журналу «Chronicle» бостонської телевізійної станції WCVB, поки у 2001 році не створив гурт Consonant.

### Возз'єднання
Після розпаду, Mission of Burma здобула більшу фан-базу. У 1980-х та 90-х роках, Taang! Лейбли Records та Rykodisc зберігали музику гурту в друкованому вигляді через перевидання каталогу Ace of Hearts, а також невидані записи. «Mission of Burma» також був одним із 13 гуртів, представлених у книзі Майкла Езеррада «Our Band Could Be Your Life: Scenes from the American Indie Underground, 1981—1991», що зробило їх культовим гуртом американської інді-рок сцени.
У 2002 році Mission of Burma возз'єдналася, але без Своупа, оскільки він відмовився приєднатися.  Гурт у складі Конлі, Міллера та Прескотта дав концерти возз'єднання з колишнім колегою останнього з часів Volcano Suns Бобом Вестоном з гурту Shellac, який практично замінив Своупа за мікшерним пультом і з маніпуляціями з аудіострічкою. В інтерв'ю Міллер розповідає: «коли ми звернулися до Боба Вестона з проханням заповнити посаду Мартіна, ми сказали йому, що він може використовувати сучасні цифрові технології, які полегшують виконання витівок Мартіна. Однак Боб вирішив зберегти оригінальну цілісність і використовувати касетний магнітофон». Пізніше, у 2007 році, Вестон почав використовувати цифровий луп-бокс від Electro-Harmonix під час живих виступів, але все ще продовжував використовувати справжні касетні лупи в студії. Вестон також регулярно приєднувався до гурту на сцені під час виходів на біс і грав на бас-гітарі, натомість Конлі грав на другій гітарі.
Спочатку планувалося дати лише два концерти на честь возз'єднання, один у Бостоні, а інший у Нью-Йорку. Проте квитки були розпродані дуже швидко, а дати концертів розширилися до двох вечорів у Нью-Йорку та трьох у Бостоні, тому гурт Mission of Burma вирішив переформуватися на більш постійній основі, щоб гастролювати та записувати новий матеріал. 
Новий альбом "ONoffON" було випущено у 2004 році Вестоном разом з Ріком Гартом та гуртом, а випущений лейблом Matador Records у травні. Альбом посів 90-е місце в опитуванні Pazz & Jopкритиків газети "Village Voice". Було також випущено альбом "Snapshot", що являє собою запис лайв виступів нового складу, через цифрові онлайн-канали. У вересні 2005 року гурт повернувся до студії з Вестоном для запису альбому з попередньою назвою (серед інших назв) "Aluminum Washcloth" та перейменованим на "The Obliterati". Випущений у травні 2006 року, знову на лейблі Matador, він посів 33-тє місце серед найкращих записів 2006 року за версією Pitchfork Media та 50-те місце в опитуванні Pazz & Jop.
У 2006 році вийшов документальний фільм про гурт під назвою «Not a Photograph: The Mission of Burma Story» .  У березні 2008 року Matador перевидали ремастеризовані версії "Signals, Calls, and Marches", "Vs." та "The Horrible Truth About Burma" з початкової епохи гурту. В інтерв'ю журналу "LA Record" пізніше того ж року Прескотт пояснив, що величезні фізичні навантаження, пов'язані з виконанням пісень Mission of Burma, означали, що гурт міг грати разом лише «ще кілька років максимум». 
У 2009 році гурт записав 14 треків для свого четвертого повноформатного студійного альбому "The Sound The Speed The Light".   У серпні Matador випустив на 7-дюймовому синглі дві пісні, що не входять до альбому, а повний альбом — у жовтні.  
У 2012 році Mission of Burma закінчила роботу з лейблом Matador та записали свій п'ятий повноформатний альбом "Unsound" для Fire Records. Альбом вийшов у липні 2012 року, йому передував сингл «Dust Devil». 
У дописі на Facebook 2019 року було оголошено, що гурт не планує випускати подальші альбоми.  У червні 2020 року бостонська філія NPR радіо WBUR-FM повідомила, що гурт мирно розпався, а Конлі, Міллер та Прескотт залишилися «добрими друзями». Їхній останній живий виступ відбувся у 2016 році в Берліні. 

## Музичний стиль

### Написання пісень
Протягом усієї кар'єри Mission of Burma переважно Роджер Міллер та Клінт Конлі відповідали за вокал і написання пісень, хоча Пітер Прескотт також взяв участь у написанні кількох пісень для кожного альбому. Музичний критик Франклін Бруно описує Конлі як «генератор гаків», тоді як пісні Міллера були більш неординарними, як з точки зору текстів, так і структури.  Композиція Конлі «That's When I Reach for My Revolver» залишається найвідомішою піснею гурту Mission of Burma, кавери на яку переспівували Moby, Ґрехем Коксон та Catherine Wheel.

### Маніпуляції зі стрічкою
Прескотт пояснив методи Своупа в інтерв'ю 1997 року: «Мартін записував на плівку те, що відбувалося наживо, обробляв і відправляв назад [через мікшер] як свого роду новий інструмент. Не можна було точно передбачити, як це звучатиме, і це було справді цікавинкою, яка, на мою думку, всім нам подобалася. Ми хотіли грати цей потужний, дроновий шум, але ми також хотіли додати ще один звук».  Обробка Своупа варіювалася від ледь помітної та майже субауральної (як-от тихі зміщення звуків зворотного зв'язку в пісні Конлі «That's When I Reach For My Revolver») до виразної та навіть різкої (наприклад, пронизливий двотонний вереск у пісні Міллера «Red»). Журналіст Майкл Азеррад пізніше писав: «Багато людей ніколи не знали про внесок Своупа і були здивовані тим, як музиканти на сцені могли вичавлювати такі дивовижні фантомні звуки зі своїх інструментів». Хоча його внесок широко вважається невід'ємною частиною звучання Mission of Burma, Своуп дуже рідко з'являвся на сцені, лише інколи грав на другій гітарі під час виходів на біс.

### Живі виступи
Ранні концерти Mission of Burma були сумнозвісними та представляли набагато більш грубе звучання, ніж студійні записи гурту. Це відображається в назві раннього концертного альбому гурту «The Horrible Truth About Burma»(укр. "Жахлива правда про Бурму") — внутрішньому жарті про їхню непослідовність як сценічного виконавця. Бостонський музичний критик Трістам Лозав так описав ранні живі виступи гурту Mission of Burma: «Коли вони були хороші, вони були дуже-дуже хороші, але коли вони були погані, вони були нестерпними. Але така була природа звіра. Оскільки гурт йшов на ризик, ніхто не знав, чи стане це одним із найвидовищніших досвідів їхнього життя, чи купою незрозумілого шуму».  Хоча імпровізаційна сторона гурту та непередбачуваний хаос записів Своупа сприяли цій непослідовності, двома основними факторами були (як зазначає Лозав) живий звук та темп і таймінг їхніх сетів. Коли Своуп опинявся на майданчику, де звукова система чи акустика не справлялися із завданням передачі чистоти звуку із характерною для гурту гучністю, він завжди відмовлявся від компромісів і віддавав перевагу гучності. Сет-листи гурту складалися комісією за кілька хвилин до виходу на сцену та могли варіюватися від добре продуманих до, здавалося б, вибраних навмання, і загалом існувало небажання повторювати будь-яку позицію чи послідовність пісень, які спрацювали в минулому.

## Спадщина
Численні гурти та виконавці вважали Mission of Burma джерелом впливу, зокрема Foo Fighters,  The Replacements,  Терстон Мур,  басист Hüsker Dü Грег Нортон,  Buffalo Tom,  Drive Like Jehu,  Unwound,  Metz,  та The Dirtbombs . 
Такі виконавці, як Grand Theft Audio, Scott Sorry, Catherine Wheel, Graham Coxon, Pegboy, Moby та Down by Law, переспівували пісню Конлі «That's When I Reach for My Revolver» , тоді як R.E.M. та Miracle Legion виконували кавер-версії першого синглу гурту Mission of Burma «Academy Fight Song» — перші в їхньому турі "Green", так і у фан-клубному синглі 1989 року, а другі — у їхньому дебютному альбомі "Surprise Surprise Surprise"  .
Інді-рок гурт Versus також назвався на честь альбому "Vs." гурту Mission of Burma. 
У 2009 році міська рада Бостона оголосила 4 жовтня «Днем Mission of Burma» на честь роботи гурту на церемонії, що відбулася через річку в Кембриджі в Массачусетському технологічному інституті. 

## Дискографія

### Студійні альбоми
- "Vs." (1982)
- "ONoffON" (2004)
- "The Obliterati" (2006)
- "The Sound the Speed the Light" (2009)
- "Unsound" (2012)